# Castello di Scerpena

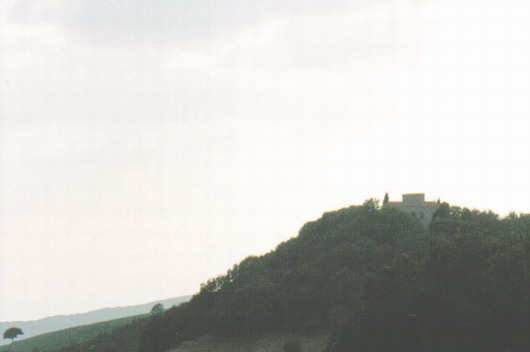
Il castello di Scerpena sulla sommità del poggio

Il castello di Scerpena si trova nel comune di Manciano (GR), poco a ovest rispetto alla Fattoria della Campigliola, dalla quale è raggiungibile attraverso una strada sterrata che si inoltra nella campagna. Il castello si trova in una zona collinare, situato tra le colline dell’Albegna e del Fiora, ai piedi del Monte Amiata. La zona presenta una vegetazione densa e molto particolare, caratterizzata da una massiccia presenza di castagneti e sugherete.

## Storia
Il castello venne edificato dopo l'anno mille e venne posseduto almeno dal XIII secolo dalla Abbazia delle Tre Fontane di Roma prima di diventare dominio degli Aldobrandeschi. Poco prima della metà del Trecento passò sotto il controllo dei Senesi e successivamente venne affidato alla famiglia Baschi, influente famiglia medievale che tra il 1200 e il 1300, è stata proprietaria di oltre 60 dimore e castelli nel territorio di  Umbria, Toscana e nelle Marche. Per la sua posizione militarmente strategica, castello Scerpena è stato a lungo conteso dai Baschi con il casato Orsini di Pitigliano. Il castello rimase poi sotto la Repubblica di Siena fino alla metà del Cinquecento quando entrò nel granducato di Toscana.
Il complesso, più volte ristrutturato, presenta strutture murarie in pietra; la facciata principale è preceduta da un giardino da dove ha inizio una breve scalinata che conduce al portale d'ingresso. Attualmente il castello presenta un misto di arredi e stanze originali, accuratamente restaurati, e diversi oggetti e arredi moderni.

## Struttura
Oltre al castello si estende un parco con piscina, circondato da un terreno che conta oltre 7 000 alberi di ulivo. Sempre nella proprietà si trovano due ville e un piccolo cottage.